# Дороти Ламур
Дороти Ламур (енгл. Dorothy Lamour; 10. децембар 1914 — 22. септембар 1996) била је америчка глумица и певачица. Остала је упамћена по томе што се појавила у филмовима Пут за..., серији успешних комедија са Бингом Кросбијем и Бобом Хоупом у главним улогама.
Ламур је своју каријеру започела 1930-их као певачица биг бенда. Године 1936. преселила се у Холивуд, где је потписала уговор са Paramount Pictures. Њено појављивање као Улах у Принцеза џунгле (1936) донело јој је славу и означило почетак њеног имиџа као „Краљице Саронга“.
Године 1940. Ламур је снимила своју прву комедију из серије Пут у Сингапур. Филмови серије Пут за... били су популарни током 1940-их. Шести филм у серији, Пут за Бали, објављен је 1952. До тада је њена филмска каријера почела да јењава, а она се фокусирала на сценски и телевизијски рад. Године 1961. Кросби и Хоуп су се удружили у филму Пут за Хонг Конг, али је глумица Џоун Колинс изабрана за главну женску улогу. Ламур се накратко појавила и отпевао песму пред крај тог филма.
Током 1970-их, Ламур је оживела свој рад у ноћном клубу, а 1980. објавила је своју аутобиографију My Side of the Road. Последњи пут се појавила у филму 1987.
Ламур се удала за свог другог мужа, Вилијама Роса Хауарда трећег, 1943. Имали су два сина и остали су у браку до Хауардове смрти 1978. Лемур је умрла у свом дому 1996. у 81. години.

## Филмографија
| Улоге Дороти Ламур |                            |               |             |          |
| Година             | Српски назив               | Изворни назив | Улога       | Напомена |
| 1952.              | Највећа представа на свету |               | Филис       |          |
| 1987.              | Шоу наказа 2               |               | Марта Спрус |          |